# Saint-Caradec
Saint-Caradec (bret. Sant-Karadeg) – miejscowość i gmina we Francji, w regionie Bretania, w departamencie Côtes-d’Armor.
Według danych na rok 1990 gminę zamieszkiwało 1088 osób, a gęstość zaludnienia wynosiła 50 osób/km² (wśród 1269 gmin Bretanii Saint-Caradec plasuje się na 543. miejscu pod względem liczby ludności, natomiast pod względem powierzchni na miejscu 460.).